# Finala WTA 2023
Finala WTA 2023 a fost un turneu de tenis feminin organizat de Asociația de Tenis pentru Femei (WTA), ca parte a Circuitului WTA 2023. A fost cea de-a 52-a ediție a competiției de simplu și cea de-a 47-a ediție a competiției de dublu. A avut loc la Cancún, în Mexic, între 29 octombrie și 5 noiembrie, marcând a doua revenire în Mexic, după ce ediția din 2021 a avut loc la Guadalajara, și a patra finală consecutivă care va avea loc într-un oraș cu o etapă diferită (Shenzhen în 2019, Guadalajara în 2021 și Fort Worth în 2022). Premiile totale au însumat 9 milioane de dolari.
În afară de Cancún, au mai existat alte patru orașe care au fost în cursă pentru a găzdui finala WTA, dar oferta organizatorilor din Cancún a fost selectată înaintea celorlalte pretendente: Riyadh, Ostrava, Cluj Napoca și Washington DC. Turneul s-a desfășurat pe hardcourt acoperit și a fost disputat de cele mai bine clasate opt jucătoare de simplu și echipe de dublu din circuitul WTA 2023.

## Format
Opt jucătoare participă la concursul de simplu. Fiecare dintre ele va juca câte trei meciuri unul împotriva celeilalte într-una dintre cele două grupe de patru jucătoare în primele patru zile. Primele două clasate din fiecare grupă vor avansa în semifinale, care se vor juca în sistem eliminatoriu. Câștigătoarele semifinalelor se vor înfrunta apoi în finala pentru Cupa Billie Jean King.
Competiția de dublu cu opt perechi va urma formatul de simplu. Perechile vor concura pentru Cupa Martina Navratilova.

## Criterii de calificare
La simplu, punctele de clasament sunt acumulate din șaisprezece turnee, cu excepția circuitelor WTA 125 și ITF. Acestea includ cele patru turnee obligatorii de Grand Slam, patru evenimente WTA 1000 obligatorii și, pentru jucătoarele care au jucat cel puțin două dintre aceste turnee, următoarele două cele mai bune rezultate WTA 1000 la nivel neobligatoriu (900 de puncte pentru campioană). Jucătoarele de tenis au acumulat puncte din ianuarie 2023 la peste 50 de turnee din circuitul WTA și la patru turnee de Grand Slam.
La dublu, perechile acumulează puncte de clasament din cele mai bune unsprezece rezultate obținute în orice turneu al sezonului. Acest lucru înseamnă că nu trebuie luate în calcul Grand Slam-urile și evenimentele WTA 1000.
Clasamentul final în grupa principală se bazează pe următoarele criterii:
1. numărul de meciuri câștigate
2. numărul de meciuri jucate
3. pentru două jucătoare cu același număr de victorii, meciul reciproc va decide
4. pentru trei jucătoare cu același număr de victorii vor decide:

a) cel mai mare procentaj de seturi câștigate (sau un meci reciproc dacă două jucătoare sunt la egalitate)
b) cel mai mare procentaj de game-uri câștigate (sau un meci reciproc, dacă două jucătoare sunt la egalitate).

## Puncte și premii în bani
Premiile WTA Finals 2023 sunt în valoare de 9.000.000 de dolari. Învingătoarele neînvinse în ambele competiții vor câștiga 1.500 de puncte pentru clasamentul WTA.

## Campioni

### Simplu feminin
Pentru mai multe informații consultați WTA Finals 2023 – Simplu

### Dublu feminin
Pentru mai multe informații consultați WTA Finals 2023 – Dublu

## Jucătoare calificate

### Simplu
| #      | Jucătoare           | Puncte | Dată calificare |
| ------ | ------------------- | ------ | --------------- |
| 1      | Arina Sabalenka     | 8.425  | 22 septembrie   |
| 2      | Iga Świątek         | 7.795  | 22 septembrie   |
| 3      | Coco Gauff          | 5.955  | 22 septembrie   |
| 4      | Elena Rîbakina      | 5.865  | 22 septembrie   |
| 5      | Jessica Pegula      | 4.895  | 2 octombrie     |
| 6      | Ons Jabeur          | 3.695  | 6 octombrie     |
| 7      | Markéta Vondroušová | 3.671  | 6 octombrie     |
| accid. | Karolína Muchová    | 3.650  | 6 octombrie     |
| 8      | Maria Sakkari       | 3.245  | 24 octombrie    |

### Dublu
| # | Jucătoare                             | Puncte | Dată calificare |
| - | ------------------------------------- | ------ | --------------- |
| 1 | Coco Gauff Jessica Pegula             | 5.565  | 22 septembrie   |
| 2 | Storm Hunter Elise Mertens            | 5.130  | 2 octombrie     |
| 3 | Shuko Aoyama Ena Shibahara            | 3.790  | 9 octombrie     |
| 4 | Barbora Krejčíková Kateřina Siniaková | 3.785  | 4 octombrie     |
| 5 | Desirae Krawczyk Demi Schuurs         | 3.570  | 9 octombrie     |
| 6 | Laura Siegemund · Vera Zvonareva      | 3405   | 22 octombrie    |
| 7 | Gabriela Dabrowski Erin Routliffe     | 3.386  | 16 octombrie    |
| 8 | Nicole Melichar-Martinez Ellen Perez  | 3.325  | 16 octombrie    |